# Прометей (женский волейбольный клуб)

ВК «Прометей»

«Прометей» (укр. «Прометей») — украинский волейбольный клуб из Слобожанского Днепропетровской области. Функционировал в 2019—2024 годах.

## Достижения
- 4-кратный чемпион Украины — 2021, 2022, 2023, 2024.
- 3-кратный победитель розыгрышей Кубка Украины — 2021, 2022, 2024;
  - бронзовый призёр Кубка Украины 2020.
- 3-кратный обладатель Суперкубка Украины — 2020, 2021, 2023.

## История
Волейбольный клуб «Прометей» был создан в 2019 году в Каменском (бывшем Днепродзержинске) по инициативе известного украинского бизнесмена и спортивного функционера Владимира Дубинского, возглавившего в качестве президента вновь образованный клуб. Главным тренером назначен Андрей Романович, до того работавшем наставником ведущей женской команды Украины — «Химика» из Южного. В своём дебютном сезоне 2019—2020 «Прометей» решением Федерации волейбола Украины получил место в суперлиге чемпионата страны, а также по приглашению Европейской конфедерации волейбола стартовал в Кубке вызова ЕКВ. В феврале 2020 года команда выиграла свои первые медали, став бронзовым призёром Кубка Украины. В ходе своего первого чемпионата Украины волейболистки из Каменского одержали 29 побед в 30 сыгранных матчах, но из-за пандемии COVID-19 турнир не был доигран. В Кубке вызова «Прометей» закончил выступления уже по итогам первого раунда, уступив в двух матчах немецкому «Дрезднеру».
В последующие два сезона «Прометей» под руководством болгарского тренера Ивана Петкова уверенно вышел на ведущие роли в национальных соревнованиях, выиграв все внутриукраинские турниры в которых принимал участие — чемпионаты и розыгрыши Кубка и Суперкубка Украины. В сезоне 2021—2022 команда, перебазировавшаяся в пределах Днепропетровской области из Каменского в Слобожанское, преодолела квалификацию Лиги чемпионов и вышла в групповую стадию главного клубного турнира Европы, где провела 6 матчей и во всех потерпела поражения.
В 2022 году руководитель клуба Дубинский был выбран президентом вновь образованной Профессиональной волейбольной Лиги Украины, а президентом ВК «Прометей» стала бывшая волейболистка Мария Александрова. В том же году в структуру клуба вошла мужская команда «Днепр», сменившая название на «Прометей».
В связи с вторжением России на Украину основная команда клуба в сезоне 2022—2023 в Лиге чемпионов была вынуждена играть за пределами Украины — в чешском городе Кутна-Гора, а в чемпионат Украины включилась со стадии плей-офф, на предварительном этапе выступая вторым составом. Кроме этого, «Прометей» принял участие в чемпионатах Чехии и Среднеевропейской Лиги. В Лиге чемпионов команда одержала свою первую победу, но вновь, как и годом ранее, замкнула турнирную таблицу в своей группе и выбыла из розыгрыша. В украинском чемпионате «Прометей» уверенно первенствовал, победив своих соперников на стадии плей-офф во всех сыгранных 7 поединках.
Участие «Прометея» в Лиге чемпионов 2023/24 ознаменовано тем, что команда впервые преодолела групповой этап и вышла в плей-офф, где уступила турецкой «Эджзаджибаши». Вновь, как и в предыдущем розыгрыше, команда из-за продолжающейся российско-украинской войны была вынуждена свои домашние матчи проводить вне пределов Украины — на этот раз в румынском Миовени.
В августе 2024 года основателем и первым президентом клуба, президентом Профессиональной волейбольной лиги Украины и вице-президентом Федерации волейбола Украины В.Дубинским было объявлено о прекращении существования СК «Прометей».

## Волейбольный клуб «Прометей»
ВК «Прометей» включал две женские команды — «Прометей» (суперлига) и спортивная академия «Прометей» (высшая лига) — и мужскую команду суперлиги «Прометей».
- Президент клуба — Мария Александрова.
- Генеральный менеджер — Дмитрий Палийчук.

## Арена

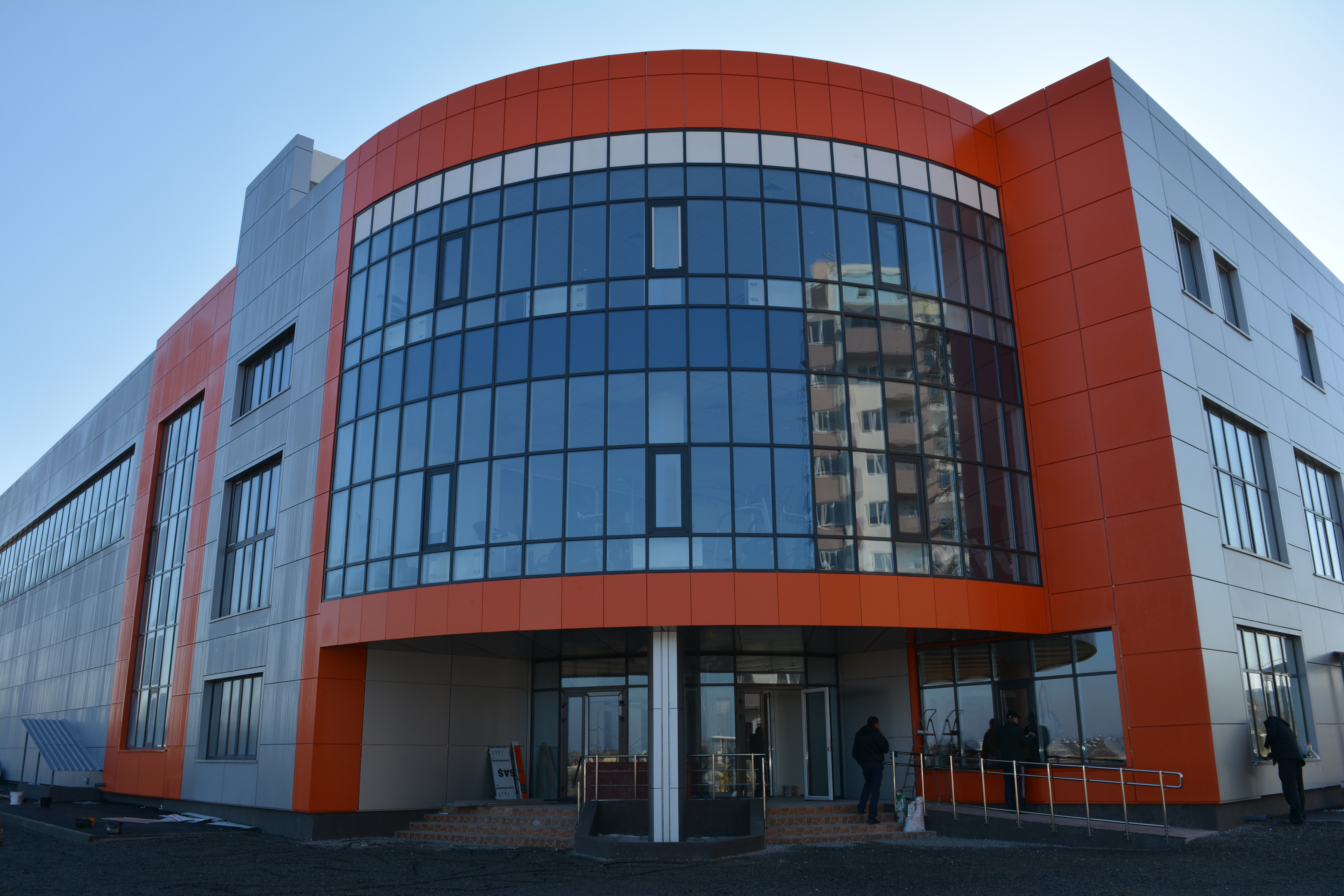
СК «Слобожанский»

Домашней ареной ВК «Прометей» с 2021 года являлся спортивный комплекс «Слобожанский», расположенный в посёлке Слобожанском Днепропетровской области. Спорткомплекс открыт в 2018 году.
До 2021 года свои домашние матчи команда проводила в спорткомплексе «Прометей» в Каменском.

## Сезон 2023—2024

### Состав
| №  | Имя, фамилия        | Год рождения | Рост | Амплуа      | Гражданство |
| -- | ------------------- | ------------ | ---- | ----------- | ----------- |
| 1  | Диана Пидтыкана     | 2006         | 180  | нападающая  | Украина     |
| 2  | Диана Мелюшкина     | 1996         | 189  | центральная | Украина     |
| 3  | Екатерина Васильева | 2003         | 172  | либеро      | Украина     |
| 5  | Эге-Мелиса Бюкмен   | 2004         | 181  | нападающая  | Турция      |
| 6  | Кристина Немцева    | 1998         | 164  | либеро      | Украина     |
| 7  | Светлана Дорсман    | 1993         | 184  | центральная | Украина     |
| 8  | Маргарита Гейко     | 2006         | 194  | нападающая  | Украина     |
| 9  | Виктория Олейник    | 2000         | 180  | связующая   | Украина     |
| 10 | Елена Харченко      | 1995         | 188  | центральная | Азербайджан |
| 11 | Бояна Миленкович    | 1997         | 185  | нападающая  | Сербия      |
| 14 | Дарья Шаргородская  | 2002         | 182  | связующая   | Украина     |
| 15 | Дарья Макарова      | 2006         | 183  | нападающая  | Украина     |
| 16 | Анастасия Маевская  | 2001         | 188  | центральная | Украина     |
| 17 | Евгения Хобер       | 2001         | 188  | нападающая  | Украина     |
| 19 | Виктория Даньчак    | 2000         | 192  | нападающая  | Украина     |
| 21 | Марта Дрпа          | 1989         | 192  | нападающая  | Сербия      |

- Главный тренер —  Иван Петков.
- Тренеры — Денис Зуй,  Благовест Тодоров,  Лазар Лазаров, Алексей Коновалов.
- Начальник команды — Станислав Плахотный.